# Velká Javořina
Velká Javořina (slowakisch Veľká Javorina) ist der höchste Berg der Weißen Karpaten. Er befindet sich auf der slowakisch-tschechischen Grenze. Er erreicht eine Höhe von 970 m n.m.
Auf tschechischer Seite liegt das Naturreservat Javořina. An dem Berg bestehen Wintersportmöglichkeiten.
Des Weiteren befindet sich auf dem Gipfel der Veľká Javorina ein 134,5 Meter hoher, freistehender Sendeturm für Radio und Fernsehen, der durch seine Konstruktion auffällt, die aus 4 im Quadrat angeordneten Rohren besteht. Über den Berg führt der Europäische Fernwanderweg E8.
Von der Velká Javořina besteht bei guten Sichtbedingungen eine Aussicht bis nach Hodonín und Pálava, nordwestlich bis zum Steinitzer Wald und ins Marsgebirge mit dem Brdo und der Burg Buchlov, darunter die Seelandschaft bei Ostrožská Nová Ves und Uherské Hradiště, im Norden Uherský Brod mit der Berglandschaft der Vizovická vrchovina und dahinter Hostýnské vrchy. Nach Osten liegt die in der Slowakei liegende Region entlang des Flusses Váh, die Kleinen Karpaten mit der Ruine der Burg Čachtice, Považský Inovec sowie Strážovské vrchy. Am Nordwesthang des Berges entspringt die Velička.
Kurz unterhalb des Gipfels, wenige Meter von der Grenze entfernt, befindet sich auf slowakischer Seite ein Berggasthof.

## Bilder

Bergpanorama mit Velka Javorina im Hintergrund

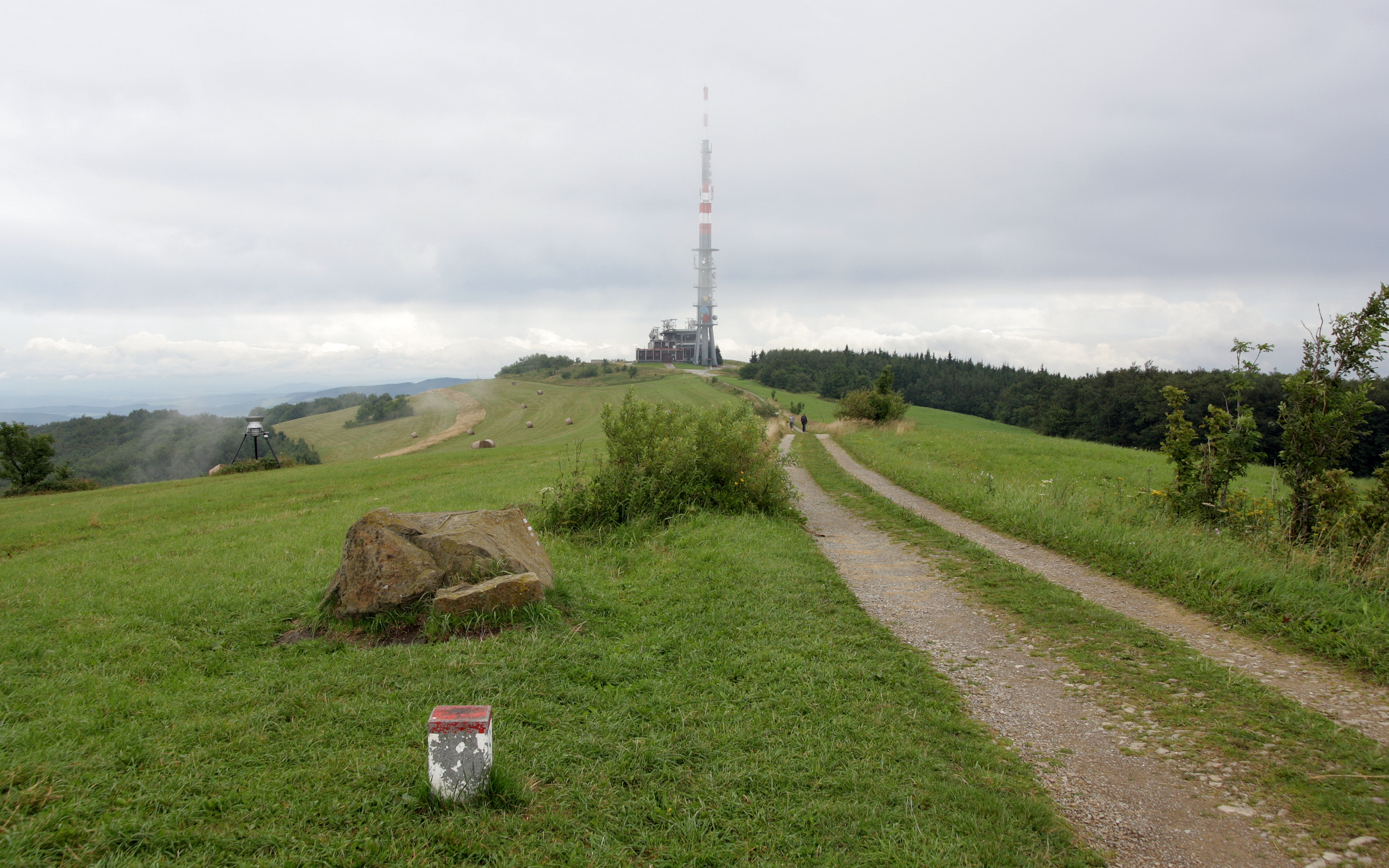
Sendemast Velká Javořina
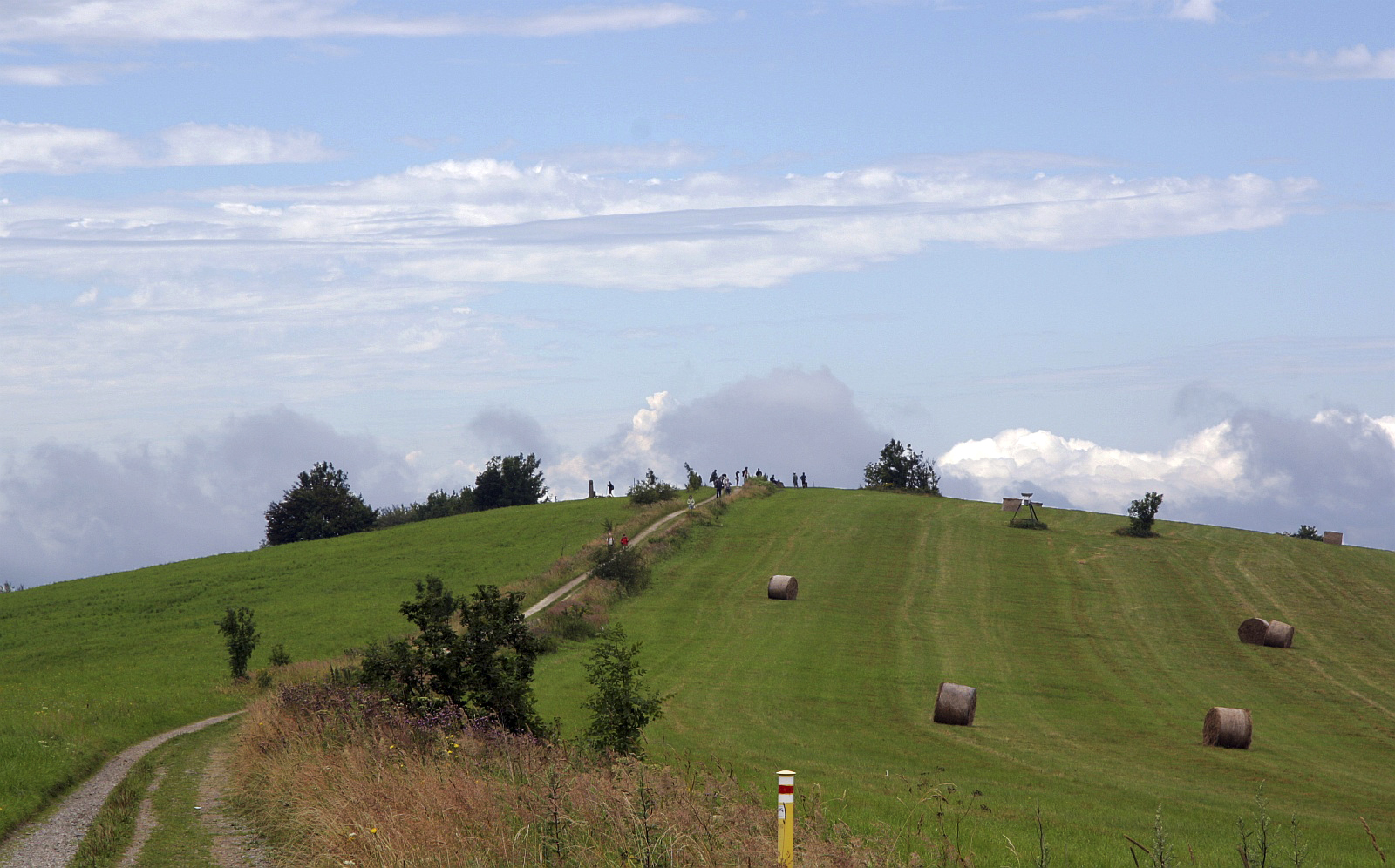
Blick über den Bergrücken
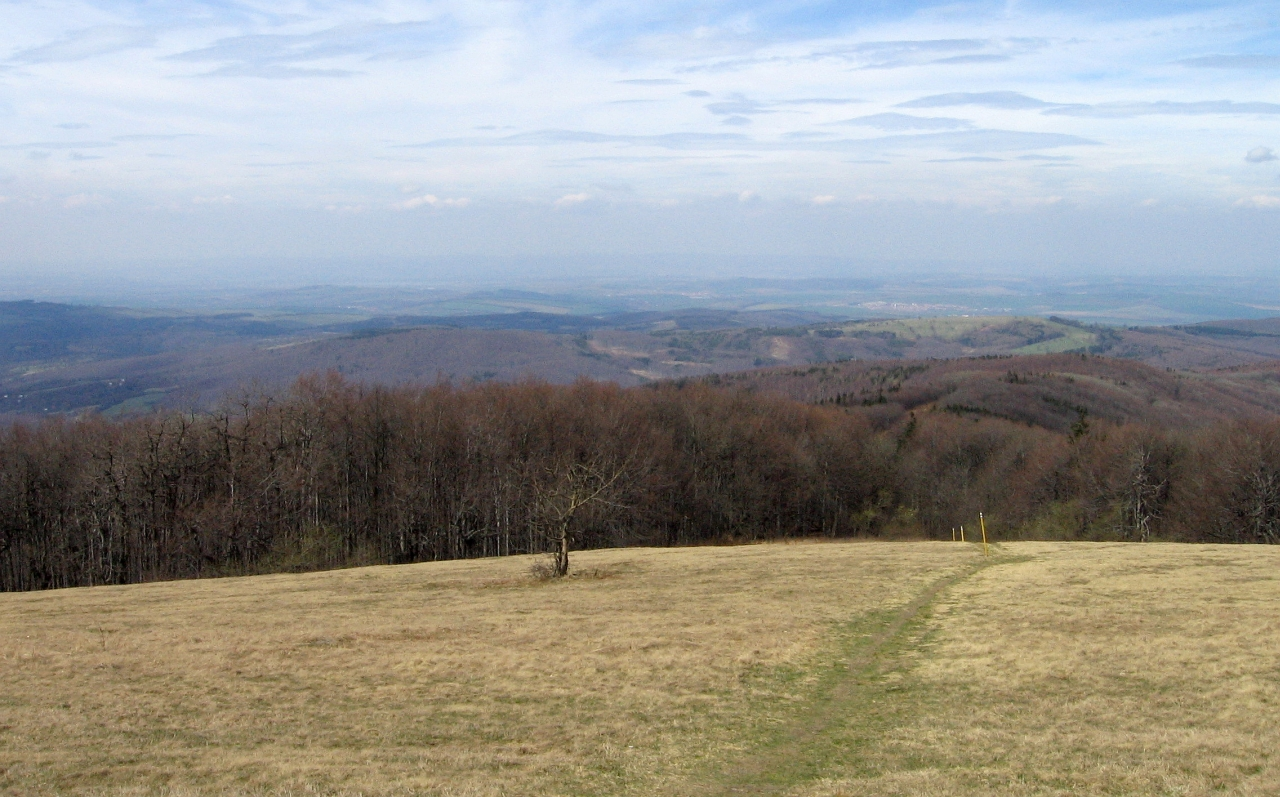
Aussicht über das mährische Bergland
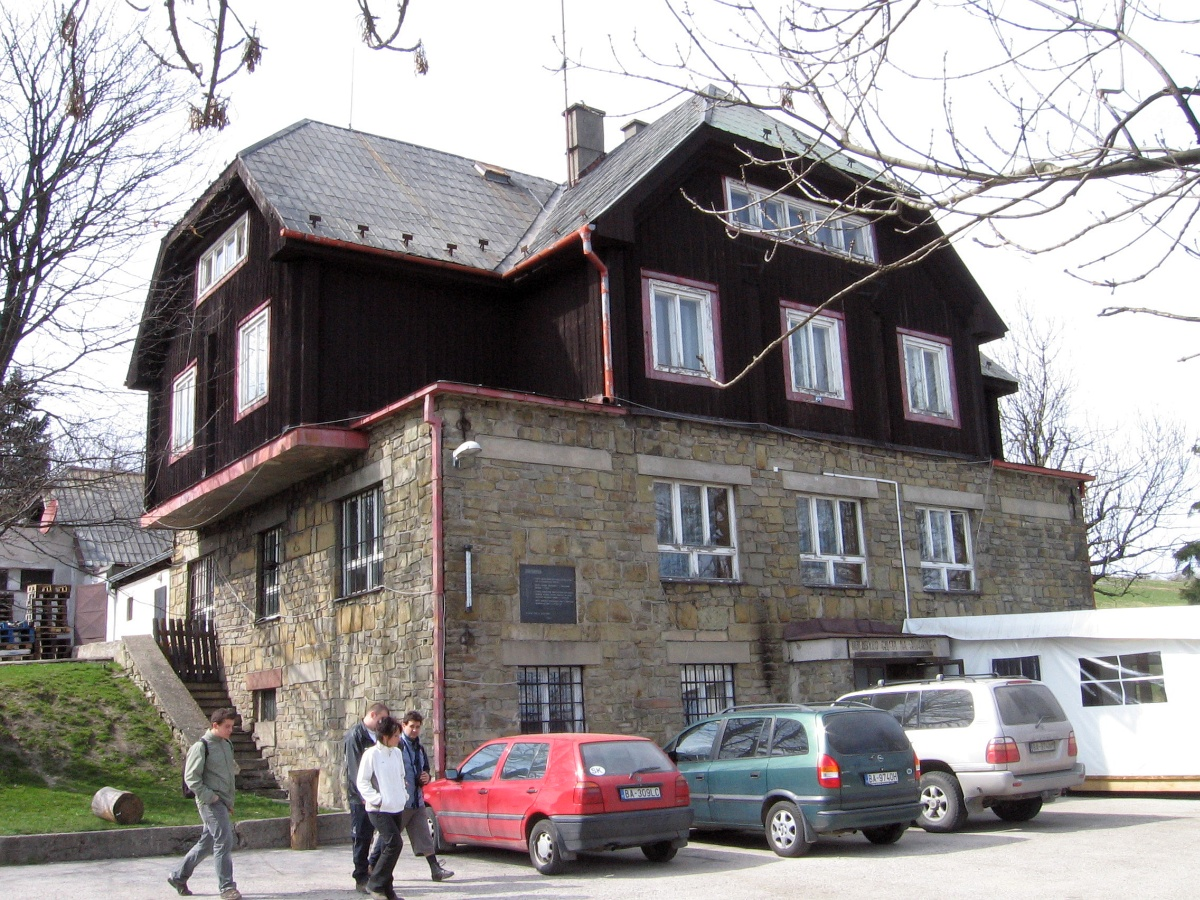
Holub Hütte
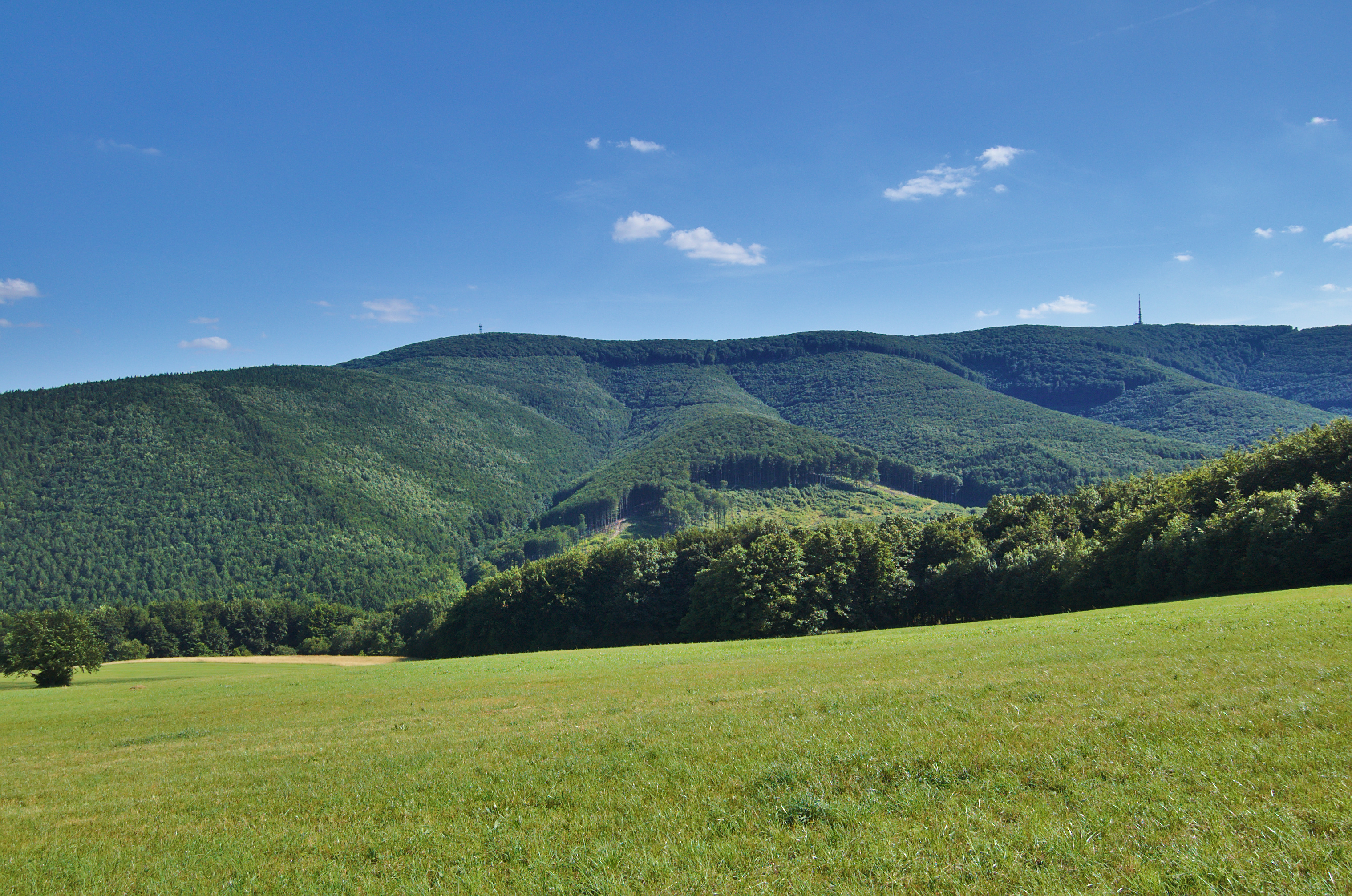
Blick von Strání aus auf den Velká Javořina  und den Jelenec Berg